# آلفرد برم
آلفرد برم (آلمانی: Alfred Brehm؛ ۲ فوریهٔ ۱۸۲۹ – ۱۱ نوامبر ۱۸۸۴) یک زیست شناس اهل آلمان بود.